# Зицо III (Шварцбург-Кефернбург)
Зицо III фон Шварцбург-Кефернбург  (на немски: Sizzo III von Schwarzburg-Kevernburg, Syzzo; * ок. 1093; † 19 юни 1160) e граф на Шварцбург и от 1141 г. също граф на Кефернбург. Той е основател на фамилията Дом Шварцбург.

## Произход и управление
Той е единствен син на граф Гюнтер I фон Шварцбург (1060 – 1109) и на Мехтхилд от Киев (* 1075), дъщеря на княз Ярополк Изяслявич († 1087) и Кунигунда фон Ваймар-Орламюнде († 1140, наследничка на Байхлинген), дъщеря на маркграф Ото I фон Ваймар († 1067). Според други историци баща му е граф Зицо II (1080 – 1160), син на Гюнтер I фон Шварцбург.
Зицо III е първият, който е наречен „граф фон Шварцбург“, споменат като свидетел в документ на архиепископа на Майнц Адалберт I фон Саарбрюкен през 1123 г.
Зицо III притежава Кевернбург (днес замък Кефернбург) югоизточно от Арнщат и дворец Шварцбург. Той купува също замък Грайфенщайн в Бланкенбург. През 1143 г. Зицо III подарява при Алтенберген един цистерциански манастир. Против това основаване протестира епископа на Наумбург Удо I и изсискава неговото преместване. От него става тогава манастир Георгентал.
През 1157 г. Зицо III тръгва с Щауфените против Полша.

## Фамилия
Зицо III се жени за Гизела фон Берг († 20 март 1142), вер. дъщеря на Адолф II (или на Адолф III), граф на Берг. Те имат децата:
- Мехтхилд († 1192), омъжена за граф Адолф II фон Шауенбург и Холщайн († 1164)
- Гизела, сгодена сл. 1126 г. за Фридрих V фон Путелендорф, пфалцграф на Саксония († 1179), епископ на Прага (1169 – 1179)
- Хайнрих I (* ок 1130, † 1184), женен за дъщеря на граф Херман II фон Винценбург
- Гюнтер II (* ок. 1135, † сл. 1197), женен за Гертруд († 1191), дъщеря на маркграф Конрад I от Майсен